# The Man Standing Next
The Man Standing Next (tiếng Hàn: 남산의 부장들; tựa tiếng Việt: Ám sát tổng thống) là một bộ phim chính kịch của Hàn Quốc dựa trên một tiểu thuyết phi hư cấu gốc cùng tên được viết bởi Kim Choong-sik. Bộ phim do đạo diễn Woo Min-ho thực hiện cùng với Hive Media Corp. và Gemstone Pictures sản xuất. Phim có sự tham gia của các diễn viên nổi tiếng như Lee Byung-hun, Lee Sung-min, Kwak Do-won và Lee Hee-joon. Phim bắt đầu công chiếu tại các rạp Hàn Quốc vào ngày 22 tháng 1 năm 2020 và tại Singapore vào ngày 27 tháng 2 năm 2020.

## Nội dung
Ngày 26 tháng 10 năm 1979, Giám đốc Cơ quan Tình báo Trung ương Hàn Quốc Kim Kyu-pyeong ám sát Tổng thống Hàn Quốc Park.
40 ngày trước khi xảy ra vụ ám sát, cựu Giám đốc của Cục Tình báo Trung ương Hàn Quốc Park Yong-kak đã làm chứng chống lại chính phủ Hàn Quốc tại một phiên điều trần ở Mỹ. Kim Kyu-pyeong và Kwak Sang-cheon đã lên kế hoạch để ngăn chặn anh ta.

## Diễn viên
- Lee Byung-hun vai Kim Kyu-pyeong
- Lee Sung-min vai Tổng thống Park
- Kwak Do-won vai Park Yong-kak
- Lee Hee-joon vai Kwak Sang-cheon
- Kim So-jin vai Debra Shim
- Seo Hyun-woo vai Jeon Du-hyeok
- Ji Hyun-joon vai Ham Dae-yong
- Park Sung-geun vai Kang Chang-su
- Park Ji-il vai Thư kí giám đốc
- Lee Tae-hyeong vai Yu Dong-hun
- Kim Seung-hoon vai Giáo sư Lim
- Kim Min-sang vai Chánh văn phòng

## Sản xuất
Phim dưới sự chỉ đạo của đạo diễn của Woo Min-ho, được sản xuất bởi Hive Media Corp. và Gemstone Pictures từ ngày 20 tháng 10 năm 2018 và kết thúc vào ngày 28 tháng 2 năm 2019 tại Hàn Quốc.

## Giải thưởng
| Năm  | Giải thưởng                                       | Thể loại                          | Người nhận                          | Kết quả   | Tham khảo |
| ---- | ------------------------------------------------- | --------------------------------- | ----------------------------------- | --------- | --------- |
| 2020 | Giải thưởng nghệ thuật điện ảnh Chunsa lần thứ 25 | Đạo diễn xuất sắc nhất            | Woo Min-ho                          | Đề cử     | [ 1 ]     |
| 2020 | Giải thưởng nghệ thuật điện ảnh Chunsa lần thứ 25 | Nam diễn viên chính xuất sắc nhất | Lee Byung-hun                       | Đoạt giải | [ 1 ]     |
| 2020 | Giải thưởng nghệ thuật điện ảnh Chunsa lần thứ 25 | Nam diễn viên phụ xuất sắc nhất   | Lee Sung-min                        | Đoạt giải | [ 1 ]     |
| 2020 | Giải thưởng nghệ thuật điện ảnh Chunsa lần thứ 25 | Nam diễn viên phụ xuất sắc nhất   | Lee Hee-joon                        | Đề cử     | [ 1 ]     |
| 2020 | Giải thưởng nghệ thuật điện ảnh Chunsa lần thứ 25 | Nữ phụ xuất sắc nhất              | Kim So-jin                          | Đề cử     | [ 1 ]     |
| 2020 | Giải thưởng Nghệ thuật Baeksang lần thứ 56        | Bộ phim hay nhất                  | The Man Standing Next               | Đề cử     | [ 2 ]     |
| 2020 | Giải thưởng Nghệ thuật Baeksang lần thứ 56        | Đạo diễn xuất sắc nhất            | Woo Min-ho                          | Đề cử     | [ 2 ]     |
| 2020 | Giải thưởng Nghệ thuật Baeksang lần thứ 56        | Nam diễn viên chính xuất sắc nhất | Lee Byung-hun                       | Đoạt giải | [ 2 ]     |
| 2020 | Giải thưởng Nghệ thuật Baeksang lần thứ 56        | Kịch bản hay nhất                 | Woo Min-ho & Lee Ji-min             | Đề cử     | [ 2 ]     |
| 2020 | Giải thưởng Nghệ thuật Baeksang lần thứ 56        | Giải thưởng kỹ thuật              | Kim Seo-hee (Trang điểm và làm tóc) | Đoạt giải | [ 2 ]     |